# Orgeln der Martinikerk (Groningen)

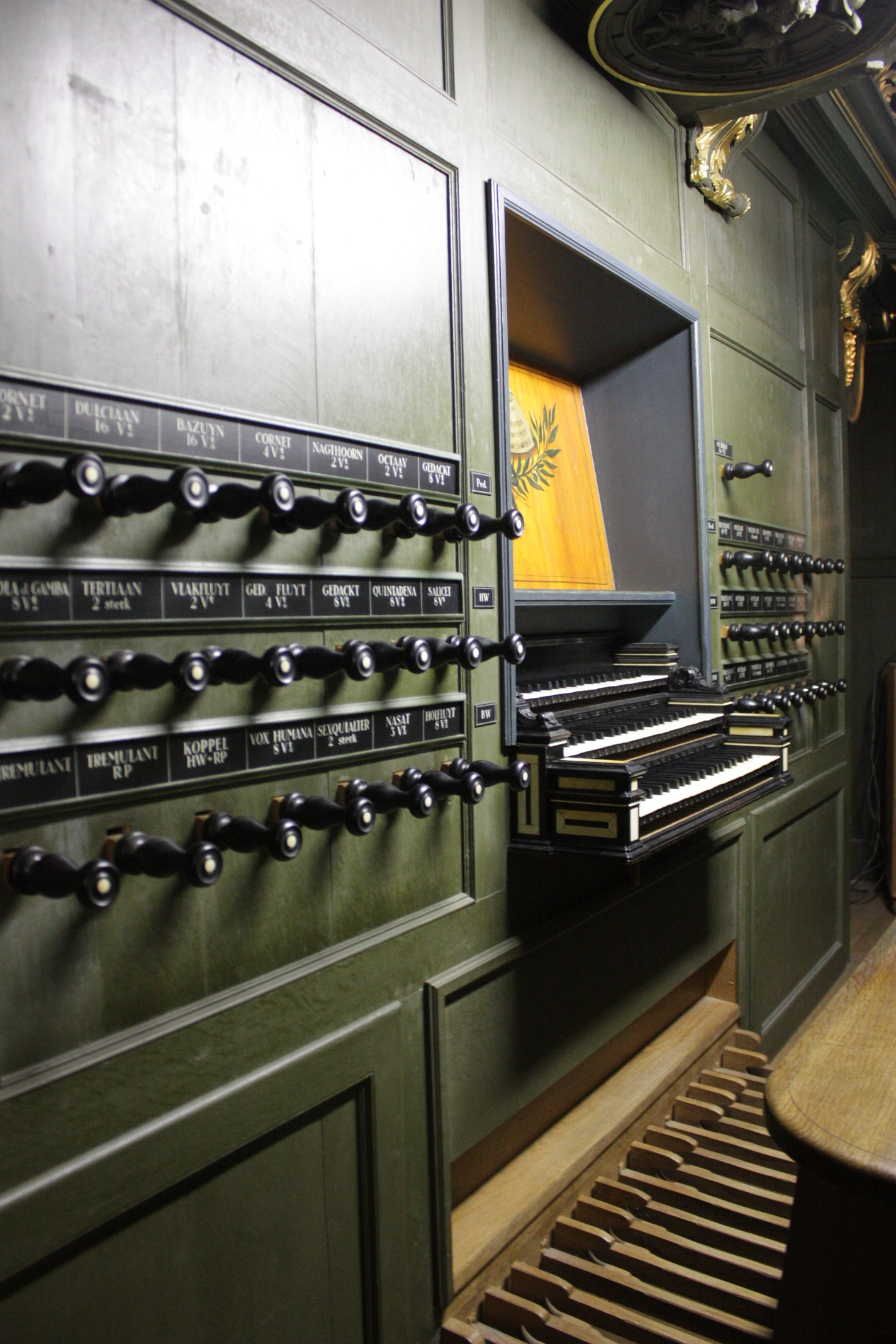
Spieltisch der Schnitger-Orgel. Die Registerzüge fürs Rückpositiv befinden sich an diesem (im Rücken des Organisten).

Die Orgeln der Martinikerk (Groningen) sind die große Schnitger-Orgel auf der Westempore und die kleine Chororgel. Die Hauptorgel geht im Kern auf das 15. Jahrhundert zurück und erreichte ihre heute maßgebliche Gestalt im 18. Jahrhundert, als sie durch Arp Schnitger, seinen Sohn Franz Caspar Schnitger und dessen Nachfolger Albertus Antonius Hinsz erweitert wurde. Sie verfügt über 52 klingende Register auf drei Manualen und Pedal und ist eine der größten und bekanntesten Barockorgeln Nordeuropas. Die Chororgel ist das ehemalige Rückpositiv der Klosterorgel von Nunhem aus dem Jahr 1744 und besitzt 12 Register.

## Hauptorgel

### Baugeschichte

#### Vorgängerorgel
In der Mitte des 15. Jahrhunderts entstand in der Martinikerk ein Instrument (von Meister Harmannus?), das 1479, nach dem Baubeginn des hohen gotischen Turms, wahrscheinlich unter der Leitung des Groninger Stadtsyndicus und Humanisten Rudolf Agricola erweitert wurde. Von diesem spätgotischen Instrument haben sich bis heute etliche Pfeifen erhalten. In späterer Zeit galt die vorschnitgersche Orgel als Werk Agricolas, worauf die 1691 von den Stadtvätern unter dem Rückpositiv angebrachte Tafel hinweist: „OPUS RUDOLPHI AGRICOLAE …“.
1542 – die Jahreszahl ist noch im Prospekt erhalten – erweiterte ein unbekannter Orgelbauer (möglicherweise der junge Andreas de Mare) das Instrument im Stil der Renaissance, das nun über drei Werke verfügte. Der zeittypische Manualumfang reichte von FGA–g2a2, die Tonhöhe lag 1 1⁄2 Ganztöne über Schnitgers Stimmtonhöhe. Das Gehäuse von Haupt- und Oberwerk stammt noch aus dieser Zeit und verdeckt durch Pilaster, Leisten und Füllungen das gotische Tragwerk. Den oberen Abschluss bildet seitdem ein übergiebelter Frontispiz. Andreas de Mare reparierte und erweiterte die Orgel ab dem Jahr 1564. Seit dieser Zeit hat der ehemals flache Prospekt des Hauptgehäuses einen runden Mittelturm und seitliche Spitztürme. Die Oberlabien der Pfeifen in den oberen Flachfeldern weisen die Rundlabien der Renaissancezeit auf, während die gotischen Pfeifen eine lanzettbogige Form haben.
Als die Kirche im Jahr 1594 an die Reformierten überging, erklang die Orgel bis 1627 nicht mehr im Gottesdienst. In den Jahren 1627 bis 1628 reinigten Anthoni und Adam Verbeeck die Orgel und stellten sie wieder her. Weitere Änderungen und Erweiterungen fanden statt, u. a. wurde die Orgel mit sieben neuen Bälgen versehen. Zudem erhielt sie in dieser Zeit ihren bekrönenden Aufbau mit dem Groninger Stadtwappen, das von zwei Drachen flankiert wird.
Von 1685 bis 1690 versuchte Jan Helman vergeblich, die 1672 während der Belagerung Groningens entstandenen Kriegsschäden an der Orgel zu reparieren, und versah das Werk mit neuen Bälgen, Klaviaturen und Springladen. Er verstarb 1690, ohne die Arbeit vollendet zu haben.

#### Erweiterungen durch Arp Schnitger und seine Schule
Arp Schnitger schloss am 9. Juni 1691 den Vertrag zur Wiederherstellung ab und übertrug die Aufgaben seinem Meistergesellen Johann Balthasar Held. Fristgerecht entstand in weniger als acht Monaten Schnitgers erste Windlade für das Oberwerk mit vollständiger Bassoktave, wurde die Disposition verändert und die Tonhöhe durch Aufrücken der Pfeifen um drei Halbtöne erniedrigt. Die Arbeiten wurden Ende Januar 1692 zur vollsten Zufriedenheit abgeschlossen und als „extra ordinaris goedt“ bewertet. Schnitger erhielt am 15. Februar einen Folgeauftrag und erweiterte das Instrument um die mächtigen Pedaltürme, baute zwei neue Windladen, zwei Bälge und einige neue Register. Die Windlade des Oberwerks war Schnitgers erste mit vollständiger Bassoktave. Mitte Dezember 1692 waren die Arbeiten abgeschlossen. Der Principal 32′ ab F (24′) im Pedal ist der einzige, der von Schnitger erhalten ist. Er wurde in der Kirche mithilfe von Schiffsmasten hergestellt. Die vier tiefsten Pfeifen C, D, Es und E sind Innenpfeifen gedackt aus Holz. Das Pedal-Gehäuse von Allert Meijer und insgesamt etwa sechs Register von Schnitger sind noch erhalten.
Sein Sohn Franz Caspar Schnitger baute 1728/1729 ein neues Rückpositiv unter Verwendung einiger älterer Register und erneuerte die Spielanlage. Mit insgesamt 16 Registern war es zu seiner Zeit das größte Rückpositiv der Republik. Das Gehäuse schuf der Möbeltischler Egbert Tiddens. Als Frans Caspar Schnitger 1729 starb, wurde seine Arbeit 1730 von Albertus Antonius Hinsz vollendet, dem 1735 die Pflege des Instruments übertragen wurde. 1739/1740 ersetzte Hinsz im Rückpositiv sieben Register und verlieh dem Instrument seine farbliche Fassung und Vergoldung, die im 20. Jahrhundert die Grundlage der Restaurierung bildete. Die Orgel verfügte nun über 47 Register. Die Initiative zu diesen Erweiterungen ging von Jacob Wilhelm Lustig aus, der von 1728 bis zu seinem Tode (1796) fast sieben Jahrzehnte Organist an der Martinikerk war. 1781/1782 reparierte Hinsz die Orgel. Weitere Reparaturen sind 1793 durch Frans Casper Snitger jr. und Heinrich Hermann Freytag belegt.
Der monumentale Prospekt lässt nur im Detail den gewachsenen Zustand erkennen. Das Hauptgehäuse des 16. Jahrhunderts bewahrt die gotischen Prospektpfeifen des 15. Jahrhunderts im Hauptwerk und die Renaissance-Pfeifen von 1542 im Oberwerk. Sie zeichnen sich alle durch einen hohen Bleianteil aus. Der überhöhte runde Mittelturm wird von zwei zweigeschossigen Flachfeldern flankiert, denen sich Spitztürme anschließen, die dieselbe Höhe wie die Flachfelder des Oberwerks aufweisen. Der Gehäuseaufbau mit dem giebelförmigen Frontispiz und den beiden Drachen wird seit 1628 durch das Stadtwappen, ein Doppeladler mit einer goldenen Krone, wirkungsvoll bekrönt. Die majestätische Gestalt der Orgel wird wesentlich durch die mächtigen Pedaltürme Schnitgers bewirkt. Die polygonalen Pedaltürme hatten sich stilistisch dem Renaissancestil des Hauptgehäuses anzupassen. Die Oberlabien sind wie im Prospekt des Hauptwerkgehäuses lanzettförmig, die Unterlabien halbrund gestaltet. Nach innen hin haben die Pedaltürme zweigeschossige Flachfelder mit Blindpfeifen. Die Bekrönung der Basstürme mit einem geschwungenen Turmhelm mit Knauf ist bei einer Schnitgerorgel ohne Parallele. Der obere ornamentierte Zierfries trägt kleine Kartuschen mit dem Baujahr „Anno / 1692“. Aus den Schleierbrettern der Pedaltürme ragen je zwei Posaunenengel plastisch hervor. Durch das Rückpositiv von 1729/1730 erhielt die Orgel ihre heute maßgebliche Gestalt. Der Régencestil passt sich der strengen Prospektform der übrigen Werke nicht an. Auf den Bildhauer Caspar Struiwigh gehen die Schnitzereien zurück. Das siebenachsige Rückpositiv hat einen überhöhten mittleren Rundturm. Zweigeschossige  konkave Pfeifenfelder leiten zu weit auskragenden Spitztürmen über, die wie der Mittelturm von vergoldeten Posaunenengeln bekrönt werden. Zweigeschossige konvexe Felder vermitteln zu den zweigeschossigen konkaven Außenfeldern. Die Pfeifenfelder aller Werke schließen oben und unten mit durchbrochenem Schnitzwerk aus Akanthus und Voluten ab und sind vollständig vergoldet.
Charles Burney besuchte 1772 auf seiner Europareise auch Groningen und schreibt in seinem Reisebericht über die Orgel der Martinikerk: 

“The organ of St. Martin’s church was originally built by the famous Rodolpho Agricola; but it has received several additions since; however, that part which was of his construction is far the best, particularly several reed stops. The vox humana is very sweet, but resembles a fine hautbois or clarinet, more than a human voice; there are four sets of keys, with 54 stops, a few pipes of the pedals are 32 feet long, and, upon the whole, it is one of the most pleasing instruments I ever met with.”

„Die Orgel in der Martinskirche ist ursprünglich von dem berühmten Rudolph Agricola gebauet; es ist aber in der Folge vieles dazu gemacht worden. Was aber von Agricola ist, besonders einige Rohrstimmen, bleibt noch immer das Vorzüglichste. Die Voxhumana ist sehr lieblich, ob sie gleich einer schönen Hoboe oder Clarinette mehr, als einer Menschenstimme nahe kömmt. Sie hat vier Manuale, 54 Register, wovon einige im Pedal 32füssig sind. Im Ganzen genommen ist dieses Werk eines der angenehmsten, die ich gehört habe.“

#### Spätere Arbeiten
Die heutigen marmoriert bemalten Säulen mit teils gegipsten Kompositkapitellen wurden im Jahr 1808 unter das Rückpositiv gesetzt. Sie sind teils aus Stein aufgemauert und ersetzen vier hölzerne Säulen, die 1782/1783 angebracht worden waren, um ein weiteres Absenken der Orgelempore zu verhindern. 1808 und 1816 führte Nicolaus Anthony Lohman, Sohn von Dirk Lohman, Reparaturen und Dispositionsänderungen durch. Petrus van Oeckelen reparierte die Orgel und veränderte die Disposition im Jahr 1831. In den Jahren 1854/1855 erweiterte und veränderte van Oeckelen nach dem damaligen Zeitgeschmack das Instrument. Weitere Reparaturen durch van Oeckelen sind 1867 nachgewiesen.
Im Jahr 1904 wurde die Pedal-Traktur durch Jan Doornbos pneumatisiert. 1912 ersetzte man die acht originalen Keilbälge durch einen Magazinbalg.
Die Firma J. de Koff & Zoon nahm 1937–1939 weitere Veränderungen vor und griff tief in die historische Substanz ein. Sie versah die Orgel mit einem neuen elektrischen, freistehenden Spieltisch. Der Winddruck wurde erniedrigt, neue Register eingebaut, die Klaviaturumfänge erweitert, das Pfeifenwerk im romantischen Stil umintoniert und die Spiel- und Registertraktur elektro-pneumatisch eingerichtet. Glücklicherweise blieben die alten Windladen und der Spieltisch von Hinsz erhalten.

#### Restaurierung
Im Zuge der Kirchensanierung wurde die Orgel 1971 ausgelagert und unter Beratung des Orgelexperten Cornelius H. Edskes ein Konzept für die Orgelrestaurierung entworfen. Der Zustand von 1740 wurde zum Ausgangspunkt der Restaurierung genommen, wobei einige spätere Register beibehalten wurden, die sich in den gewachsenen Zustand einfügten.
Der führende Orgelrestaurator Jürgen Ahrend wurde mit der schwierigen Aufgabe betraut und führte diese in zwei Schritten erfolgreich durch: 1976/1977 wurden Gehäuse, Rückpositiv und Oberwerk, 1983/1984 Hauptwerk und Pedal restauriert bzw. rekonstruiert. Die Instandsetzung des Principal 32′ erfolgte in der Kirche.

### Disposition seit 1984
| I Rückpositiv C–c3 |       |         |
| Praestant          | 08′   | SH      |
| Quintadena         | 16′   | tD/F    |
| Bourdon            | 08′   | U/SH    |
| Roerfluit          | 08′   | SH      |
| Octaaf             | 04′   | A       |
| Speelfluit         | 04'   | A       |
| Gedektquint        | 03′   | SH      |
| Nasard             | 03′   | A       |
| Octaaf             | 02′   | SH      |
| Fluit              | 02′   | tD/U/SH |
| Sesquialtera II    | 1 ⁄3′ | A       |
| Mixtuur IV–VI      | 01′   | SH/A    |
| Cimbel III         | 01⁄5′ | A       |
| Basson             | 16′   | A       |
| Schalmei           | 08′   | A       |
| Hobo               | 08′   | H/A     |

| II Hauptwerk C–c3 |       |         |
| Praestant         | 16′   | tD/U    |
| Octaaf            | 08′   | tD/U/JH |
| Salicet           | 08′   | L       |
| Quintadena        | 08'   | U/AV    |
| Gedekt            | 08′   | JH      |
| Octaaf            | 04′   | SH      |
| Gedektfluit       | 04′   | L       |
| Octaaf            | 02′   | A       |
| Vlakfluit         | 02′   | L       |
| Tertiaan III      | 04⁄5′ | A       |
| Mixtuur IV–VI     | 2 ⁄3′ | S/A     |
| Scherp IV         |       | A       |
| Trompet           | 08′   | S       |
| Viola da Gamba0   | 08′   | A       |

| III Oberwerk C–c3 |       |        |
| Praestant I-III   | 08′   | U/JH/S |
| Holfluit          | 08′   | M      |
| Octaaf            | 04′   | U/JH   |
| Nasard            | 03′   | S/A    |
| Sesquialtera II   | 1 ⁄3′ | A      |
| Mixtuur IV–VI     | 1 ⁄3′ | A      |
| Trompet           | 16′   | A      |
| Vox Humana        | 08′   | A      |

| Pedal CD–d1    |       |        |
| Praestant *    | 32′   | S      |
| Praestant (HW) | 16′   |        |
| Subbas         | 16′   | A      |
| Octaaf         | 08′   | tD/U/S |
| Gedekt         | 08′   | H      |
| Roerquint      | 06′   | vO     |
| Octaaf         | 04′   | U      |
| Octaaf         | 02′   | A      |
| Nachthoorn     | 02′   | H      |
| Mixtuur IV     | 1 ⁄3′ | A      |
| Bazuin         | 16′   | S      |
| Dulciaan       | 16′   | A      |
| Trompet        | 08′   | S      |
| Cornet         | 04′   | S      |
| Cornet         | 02′   | A      |

- Koppeln: II/I, Schiebekoppel III/II (A)
- 2 Tremulanten (fürs Rückpositiv und für die ganze Orgel) (A)

Der mit * gekennzeichnete Praestant 32′ stammt original von Schnitger, geht aber nur bis zum F (24′), die Pfeifen C,D,Es und E stehen innen und sind aus Holz und gedackt
Anmerkungen
tD = Unbekannt (Johan ten Damme?) (1482)
U = Unbekannt (1542)
M = Andreas de Mare (1564)
AV = Anthoni und Adam Verbeeck (1627)
JH = Jan Helman (1685)
S = Arp Schnitger (1692)
SH = Frans Caspar Schnitger/Albertus Anthonius Hinsz (1729)
H = Albertus Anthonius Hinsz (1740)
L = Nicolaus Anthony Lohman (1808/1816)
vO = Petrus van Oeckelen (1855)
A = Jürgen Ahrend (1976–1977, 1983–1984)

### Technische Daten
- 52 Register (sowie eine Transmission im Pedal)
- ca. 3500 Pfeifen
- Traktur:
  - Klaviaturen: Manuale (SH/A), Pedal (A)
  - Tontraktur: Mechanisch
  - Registertraktur: Mechanisch
- Windversorgung:
  - 2 Magazinbälge (de Koff, 1939)
  - 80 mmWS Winddruck
- Windladen: Rugpositief (SH), Hoofdwerk (A), Bovenwerk (S), Pedaal (S/SH/vO)
- Stimmung:
  - Höhe a1= 466 Hz (1/2 Ton über normal)
  - ungleichstufige Stimmung Temperatur nach Neidhardt III

### Bildergalerie

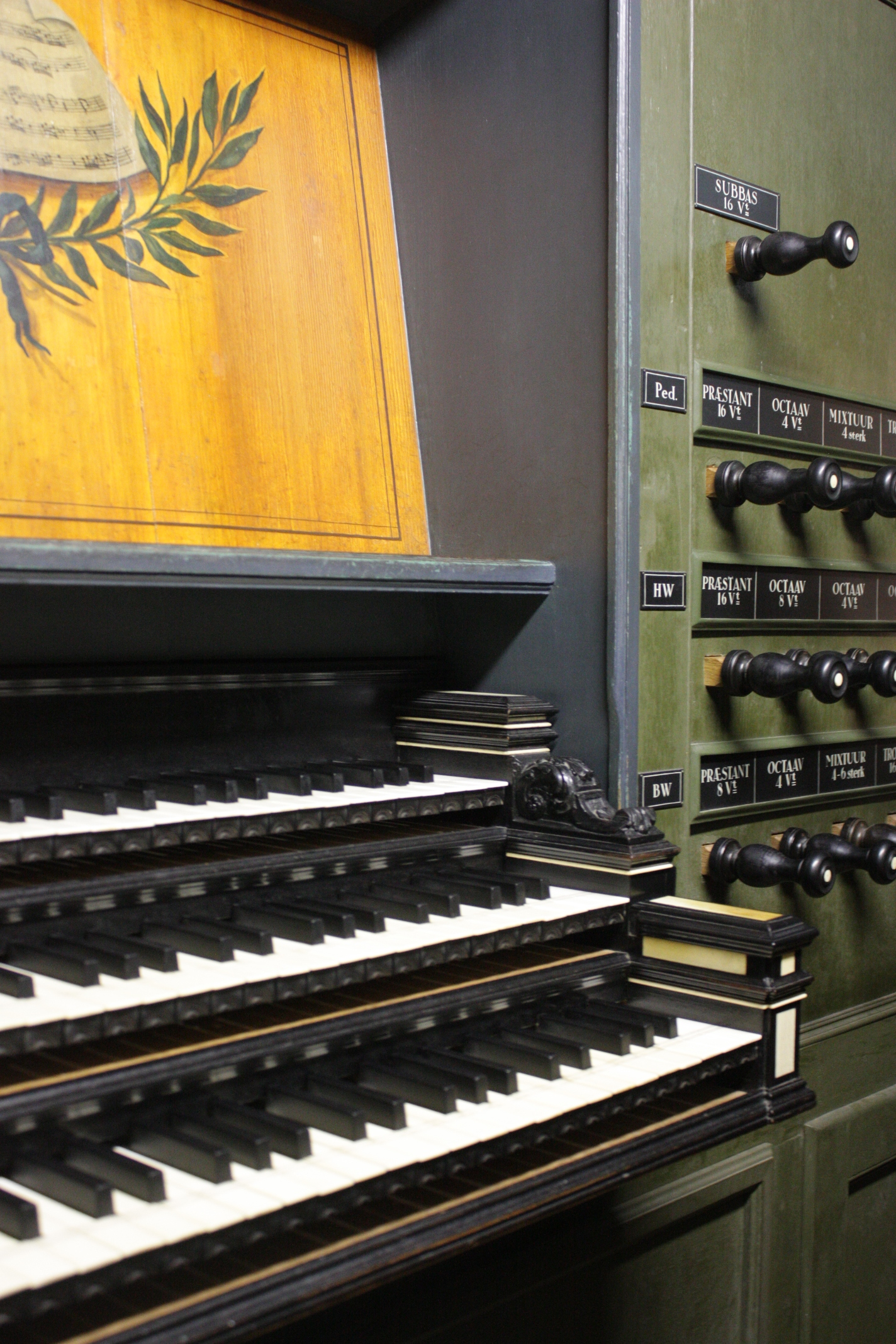
Spieltisch
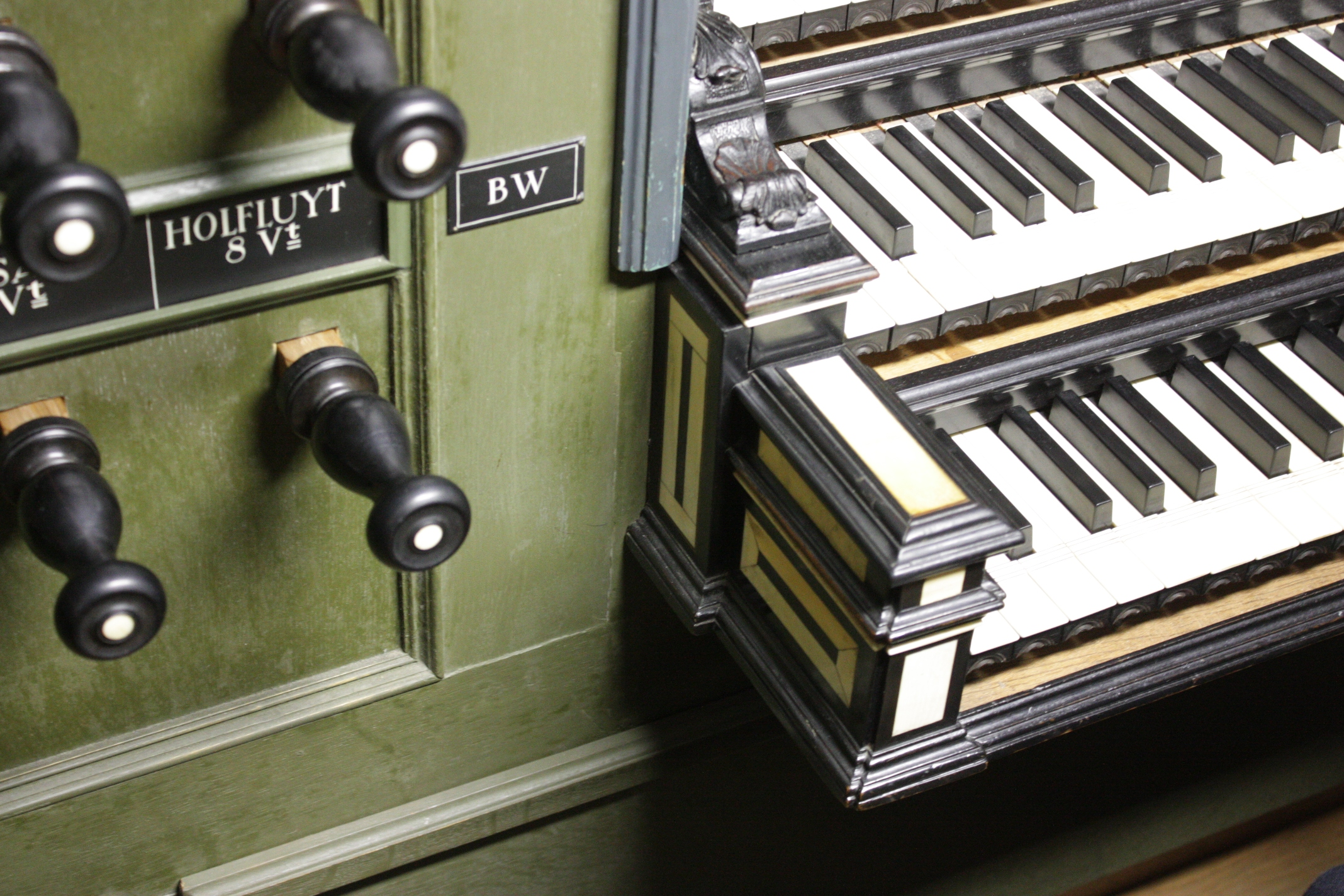
Spieltisch, Detail
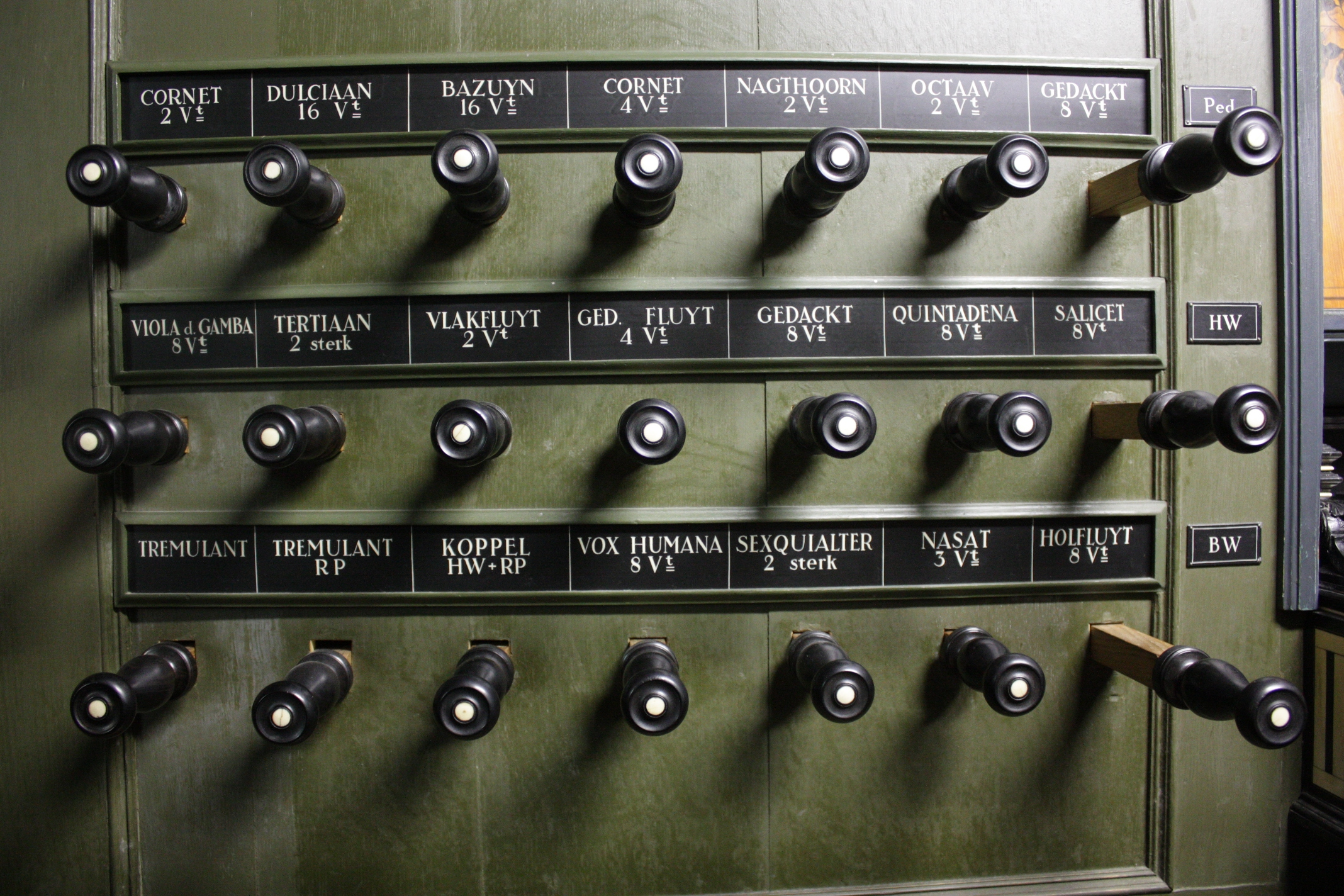
Registerzüge links
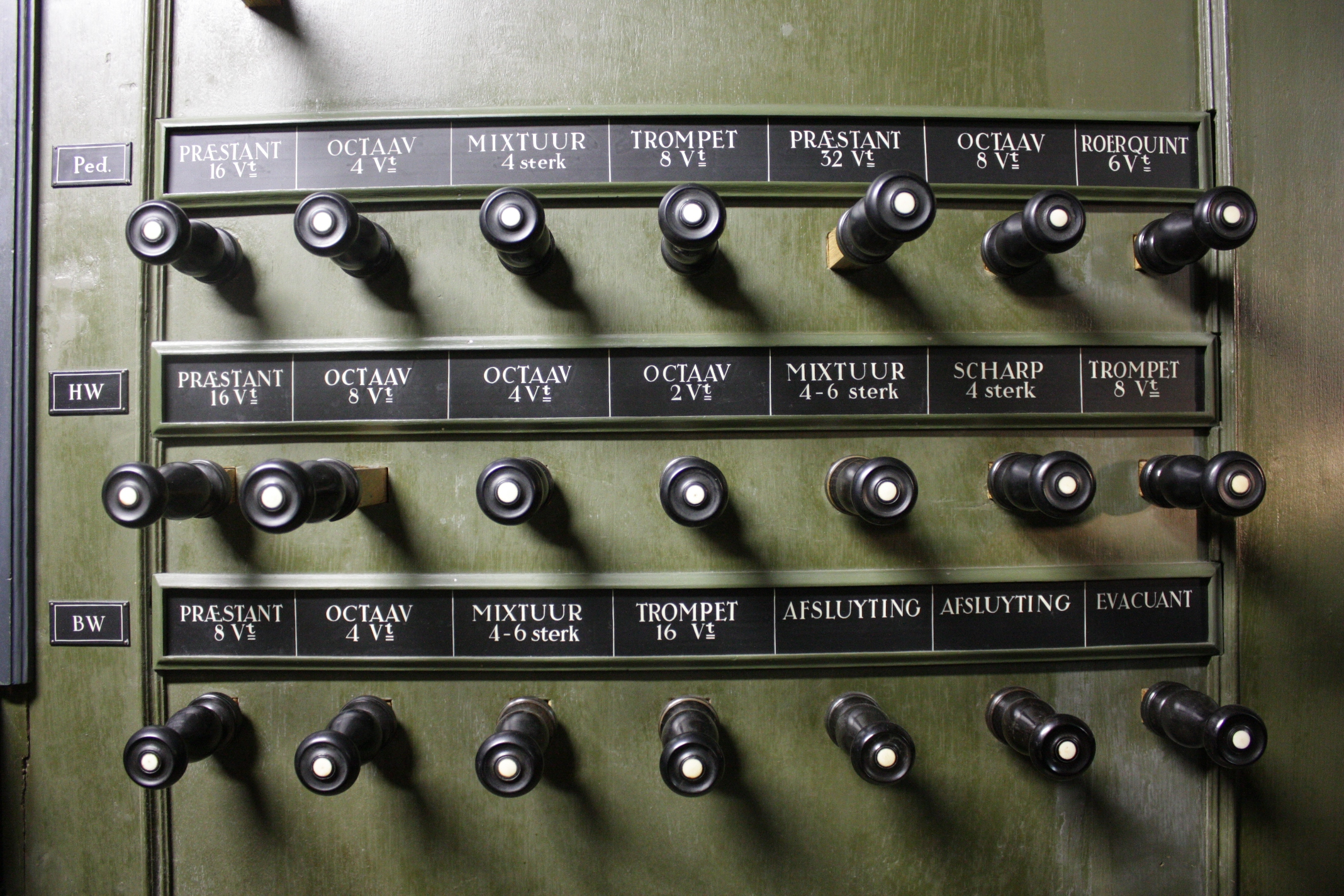
Registerzüge rechts

## Chororgel
Die heutige Chororgel ist das verbliebene Rückpositiv der Klosterorgel von Nunhem. Diese Orgel wurde 1744 vom Orgelbauer Le Picard in französischem Stil gebaut. Nachdem das Kloster in französischer Zeit aufgehoben wurde, gelangte das Hauptwerk nach Roggel, wo es verschwand. Das Rückpositiv kam nach Heythuysen und wurde 1939 an die Martinikirche Groningen verkauft. Nach der Überführung und Wiederherstellung durch die Orgelwerkstatt Verschueren wurde sie im Zuge der Kirchenrestaurierung demontiert. Erst im Jahr 2001 wurde die Orgel durch Verschueren wieder aufgestellt und restauriert. Neben den Registern aus dem 18. Jahrhundert stammen Pfeifen aus dem Jahr 1847, als ein Renovierungsumbau erfolgte. Die Disposition lautet:
| I Manual CD–g3  |       |
| Montre          | 8′    |
| Bourdon         | 8′    |
| Prestant        | 4′    |
| Flûte           | 4′    |
| Nasard          | 2 ⁄3′ |
| Doublette       | 2′    |
| Cornet (D) III  |       |
| Larigot         | 1 ⁄3′ |
| Fourniture III  |       |
| Sesquialter II  |       |
| Trompette (B/D) | 8′    |

| Pedal C–d1 |     |
| Sousbasse  | 16′ |

- Stimmung:
  - Höhe a1= 415 Hz
  - Ungleichstufig

## International Martini Organ Competition Groningen
Die Hauptorgel ist das Instrument, auf dem die meisten der Konzerte der International Martini Organ Competition Groningen, eines einwöchigen, alle zwei Jahre stattfindenden renommierten Orgelwettbewerbes für junge Organisten, gespielt werden.

## Diskografie
- Vollständigkeit anstrebende Diskografie